# Steven Chu
Steven Chu (Saint Louis, 28 febbraio 1948) è un fisico e politico statunitense, Segretario dell'Energia sotto l'amministrazione Obama dal 2009 al 2013.

## Biografia
Specialista di spettroscopia laser, nel 1985 è riuscito a immobilizzare alcuni atomi di sodio in una melassa ottica, a una temperatura vicina allo zero assoluto. È stato insignito del premio Nobel nel 1997.
Dal 21 gennaio 2009 al 22 aprile 2013 è stato il dodicesimo segretario dell'Energia, eletto all'unanimità dal Senato statunitense, in seguito alla sua nomina da parte del presidente Barack Obama.
Il 20 ottobre 2018 papa Francesco lo ha nominato membro ordinario della Pontificia accademia delle scienze.